# 死刑台のメロディ
『死刑台のメロディ』（しけいだいのメロディ、原題：Sacco e Vanzetti、米国ではSacco and Vanzetti）は1971年のイタリア・フランス合作映画。

## 概説
1920年のアメリカ合衆国・マサチューセッツ州で実際にあったサッコ・ヴァンゼッティ事件を正面から描いた史実的社会派ドラマである。アメリカ史の汚点的冤罪事件として語られる事件をジュリアーノ・モンタルド監督が映画化。イタリア移民のサッコとバンゼッティがいわれなき死刑を受けるまでを描いている。主題歌『勝利への讃歌』（エンニオ・モリコーネ作曲）を社会派の歌手であるジョーン・バエズが担当したことも話題となった。

## スタッフ
- 監督・脚本 - ジュリアーノ・モンタルド（イタリア語版、英語版）
- 脚本 - ファブリツィオ・オノーフリ（イタリア語版）
- 撮影 - シルヴァーノ・イッポーリティ（イタリア語版、英語版）
- 音楽 - エンニオ・モリコーネ
- 主題歌：勝利への賛歌（Here's to you） - ジョーン・バエズ

## キャスト
| 役名         | 俳優                       | 日本語吹替                                                                                                   |
| 役名         | 俳優                       | テレビ朝日版                                                                                                 |
| ------------ | -------------------------- | --- |
| バンゼッティ | ジャン・マリア・ヴォロンテ | 樋浦勉 |
| サッコ       | リッカルド・クッチョッラ   | 園田裕久 |
| カズマン     | シリル・キューザック       | 大木民夫 |
| モーア       | ミロ・オーシャ             | 富田耕生 |
| タイヤー     | ジェフリー・キーン         | 村松康雄 |
| トンプソン   | ウィリアム・プリンス       | 寺島幹夫 |
| ローザ       | ロザンナ・フラテッロ       | 小谷野美智子                                                                                                 |
| 不明 その他  |                            | 火野捷子 嶋俊介 伊武雅之 上田敏也 大久保正信 石森達幸 池田勝 増岡弘 藤夏子 峰恵研 石丸博也 秋元千賀子 緑川稔 |
|              |                            | |
| 演出         | 演出                       | 山田悦司 |
| 翻訳         | 翻訳                       | 山田実 |
| 効果         | 効果                       | 赤塚不二夫                                                                                                   |
| 調整         | 調整                       | 山田太平 |
| 制作         | 制作                       | ザック・プロモーション                                                                                       |
| 解説         | 解説                       | 淀川長治 |
| 初回放送     | 初回放送                   | 1978年1月29日 『日曜洋画劇場』                                                                               |